# Bathory
Bathory je mezinárodní (evropský) koprodukční film s účastí Česka, Slovenska, Spojeného království a Maďarska. Byl natočen slovenským režisérem Jurajem Jakubiskem podle slovensko-kanadského scénáře ve všech jazycích koprodukčních zemí. Film pojednává o mocné uherské hraběnce Alžbětě Báthoryové nazývané Čachtická paní, která je podle Guinnessovy knihy rekordů největší vražedkyní na světě. Jedná se o nejdražší slovenský, a maďarský snímek v historii, rozpočet přesahuje 300 milionů korun. V Česku ho překonal film Jan Žižka z roku 2022, jehož rozpočet činí zhruba půl miliardy korun.

## Režisér o filmu
Mimořádná osobnost Alžběty Báthory zaměstnává historiky už po staletí. Ještě dnes, bezmála čtyři sta let po její smrti se pohledy na její život a vinu rozcházejí. V Guinnessově knize rekordů je uváděna jako největší vražedkyně v dějinách lidstva. Po přečtení publikovaných děl a prostudování historických materiálů jsem dospěl k odlišnému závěru. Podle mne byla tato renesanční, inteligentní a vzdělaná žena obětí těch, kteří prahli po jejím majetku. Film je příběhem o Alžbětě a její nenaplněné lásce k slavnému italskému malíři Caravaggiovi, o manželském poutu nejmocnějších uherských rodů Báthory a Nádasdy a o intrikách palatína Juraje Thurza.
Juraj Jakubisko

## Obsazení
V hlavní roli hraběnky Bathory se objevuje Anna Friel, dále pak ve filmu vystupují Karel Roden, Bolek Polívka, Jiří Mádl, Hans Matheson, Franco Nero, Vincent Regan, Lucie Vondráčková, Deana Horváthová a další.
Původně (podle zpráv z ledna 2006) měla titulní roli hrát Famke Janssen, později však – v březnu 2006 – došlo ke změně herecké představitelky hlavní role.
Na filmu spolupracoval český profesionální choreograf a šermíř Petr Nůsek.

## Uvedení na filmových festivalech
- World fest Houston 2011
- Monaco Charity Film Fest 2010
- Strasbourg European Fantastic Film Festival, 16. září 2009
- Finále Plzeň, 23. duben 2009
- AFI Film Festival, 22. listopad 2008
- festival v Cottbuse, 14. listopad 2008
- Seville European Film Festival, listopad 2008
- Mezinárodní festival fantastického filmu Lund, 27. září 2008
- Mezinárodní filmový festival Karlovy Vary, 4. červen 2008

## Filmová ocenění
- World fest Houston 2011 
 • REMI speciální cena poroty za historický/dobový snímek 
 • REMI zlatá cena za "Nejlepší výtvarný počin"
- Monaco Charity Film Fest 2010 
 • Nejlepší výtvarný počin
- Slnko v sieti 2010 
 • Nejlepší výtvarný počin 
 • Nejlepšie kostýmy 
 • Nejlepší ženský herecký výkon
- IGRIC 2009 
 • výtvarná koncepce filmu Bathory
- Český lev 2008 
 • Divácky nejúspěšnější film 
 • Nejlepší výtvarný počin 
 • Nejlepší kostýmy

## Mezinárodní distribuce
Film Bathory byl distribuován ve více než 40 teritoriích
- Česko
 • Premiéra na Mezinárodní filmový festival Karlovy Vary 4. červen 2008
- Slovensko
 • Premiéra 10. červen 2008
- Maďarsko
 • Premiéra 7. leden 2010
- Spojené království
 • Premiéra 3. prosince 2010
- Německo
 • Premiéra na Cottbus Film Festival 14. listopad 2008
- Španělsko
 • Premiéra na Seville European Film Festival listopad 2008
- Portugalsko
- Francie + Francouzsky mluvící země a bývalé kolonie 
 • Premiéra na Strasbourg European Fantastic Film Festival 16 September 2009
- Belgie
- Lucembursko
- Rumunsko
- Chorvatsko
 • Premiéra 15. listopadu 2013
- Srbsko
- Makedonie
- Slovinsko
- Bosna a Hercegovina
- Černá Hora
- Švýcarsko
- Rakousko
- Lichtenštejnsko Lichtenštejnsko
- Spojené státy americké
 • Premiéra na AFI Film Festival 22. listopad 2008
- Brazílie
- Rusko
 • Premiéra 23. října 2008
- Austrálie
- Nový Zéland
- Hongkong
- Jižní Korea
- Japonsko
- Thajsko
- Monako
 • Premiéra na Monaco Charity Film Festival 10. května 2010
- Egypt
- Spojené arabské emiráty
- Írán
- Irák
- Jordánsko
- Thajsko
- Saúdská Arábie
- Jemen
- Libye
- Súdán
- Katar